# Bellator loxias
Bellator loxias е вид лъчеперка от семейство Triglidae. Видът не е застрашен от изчезване.

## Разпространение и местообитание
Разпространен е в Гватемала, Еквадор, Колумбия, Коста Рика, Мексико, Никарагуа, Панама, Перу, Салвадор и Хондурас.
Среща се на дълбочина от 3 до 191 m, при температура на водата от 14,2 до 17,2 °C и соленост 34,8 – 34,9 ‰.

## Описание
На дължина достигат до 15 cm.